# Bryoptera guttularia
Bryoptera guttularia là một loài bướm đêm trong họ Geometridae.